# 매원초등학교 (경기)
매원초등학교는 대한민국 경기도 수원시 영통구 원천동에 있는 공립 초등학교이다. 광교신도시 개발 이전에는 현재의 호반베르디움아파트 위치에 있었다.

## 연혁
- 1969년 3월 1일 매원국민학교 개교 6학급 편성, 초대 이극재 교장 취임
- 1996년 3월 1일 매원초등학교로 명칭 변경
- 2009년 3월 1일 광교신도시 개발로 임시 휴교(3년 6개월)
- 2012년 9월 1일 신축 이전 개교
- 2021년 3월 1일 제18대 이재순 교장 취임
- 2021년 3월 2일 초등 55(특수2), 유치원 1학급 편성 운영
- 2022년 12월 30일 제50회 졸업(181명) 총 졸업생 배출(8,199명)
- 2022년 3월 2일 초등 54(특수2), 유치원 1학급 편성 운영

## 학교 상징
- 교화 - 매화 : 매화나무라고도 한다. 꽃을 매화라고 하며 열매를 매실이라고 한다. 높이 5~10m이다. 나무껍질은 노란빛을 띤 흰색, 초록빛을 띤 흰색, 붉은색 등이다. 작은 가지는 잔털이 나거나 없다.만물이 추위에 떨고 있을 때, 꽃을 피워 봄을 가장 먼저 알려주므로서 불의에 굴하지 않는 선비정신의 표상으로 삼았고, 늙은 몸에서 정력이 되살아나는 회춘을 상징하였다. 또한 사랑을 상징하는 꽃 중에서 으뜸이며 시나 그림의 소재로도 많이 등장한다. 꽃말은 '고격, 기품'이다.
- 교목 - 느티나무 : 쌍떡잎식물 쐐기풀목 느릅나무과의 낙엽활엽 교목으로 규목이라고도 하는데 산기슭이나 골짜기 또는 마을 부근의 흙이 깊고 진 땅에서 잘 자란다. 마을의 정자나무로도 많이 쓰인다. 한여름 깊은 넓은 그늘로 사람들의 마음을 편안하게 해준다.

## 참고 자료
- 매원초등학교 - 한국교육학술정보원 학교알리미